# Le prescrizioni contro gli eretici
Le prescrizioni contro gli eretici (in latino De praescriptiones haereticorum) è un trattato polemico contro le eresie scritto da Tertulliano tra la fine del II secolo e il primo decennio del III secolo.

## Contesto
Tertulliano si convertì al cristianesimo nel 195 e fin da subito si dedicò alla produzione apologetica, che mirava alla difesa del cristianesimo e della Chiesa, minacciata da pagani e quindi dal potere imperiale ("Ad nationes" e "Apologeticum", scritte nel 197), dagli ebrei ("Adversus Iudaeos", scritta prima del 207) e dalle sempre più pericolose correnti eterodosse eretiche. Queste ultime erano già state affrontate da vari apologisti cristiani attivi tra gli anni 50 e 80 del II secolo, tra cui Giustino, pioniere dell'eresiologia, impegnati appunto nella difesa del cristianesimo dalle accuse mosse da parte pagana e giudaica.
L'opera in questione fu scritta tra il 200 e il 205 circa.

## Contenuto
Partendo dalle formulazioni di Ireneo, che già individuò il legame tra successione apostolica dei vescovi e la trasmissione del messaggio evangelico, Tertulliano sviluppò la sua dottrina della tradizione apostolica. Quest'ultima venne esposta dall'autore nel De praescriptiones haereticorum anche facendo risorso all'espediente giuridico della "praescriptiones" (che è quello che da il titolo all'opera, a cui poì si aggiunse il sottotitolo "contro gli eretici), ossia delle clausole che potevano essere invocate e usate sia dall'accusato che dall'accusatore durante un processo, con il fine di far terminare velocemente la seduta. Una delle «prescrizioni» più frequenti era la longi temporis praescriptio, la quale permetteva a colui che possedesse qualcosa illegalmente, secondo l’accusa, di respingere l’azione intentata da chi volesse rientrarne in possesso, qualora egli potesse dimostrare di averla posseduta in modo continuato per un periodo di tempo fissato dalla legge. 
Il ricorso a questo concetto giuridico del diritto romano, e in particolare alla prescrizione "longi temporis praescriptio" servì a Tertulliano per cercare di dimostrare che il possesso delle scritture fosse esclusivo della "Grande Chiesa" e non degli eretici. Il possesso delle Scritture, dunque, spettava solo alla Grande Chiesa, poiché anteriore alla nascita delle eresie, oltre che direttamente fondata dagli apostoli di Cristo. Le chiese apostoliche, e non quelle eretiche, erano direttamente depositarie della dottrina di Cristo e delle Scritture stesse.
Tuttavia, pur avendo decretato l'anteriorità e l'apostolicità della "Grande Chiesa", anche le chiese eterodosse pretendevano di discendere dagli apostoli e di continuarne la tradizione. Tertulliano allora si appellò alla successione dei vescovi agli apostoli (successione apostolica) come garanzia di continuità della tradizione dagli apostoli alle chiese ortodosse. La conclusione a cui arrivò l'autore è che gli eretici non sono i reali depositari della vera dottrina cristiana, e che quindi non possono pronunciarsi sulle scritture.